# مسابقه آواز یوروویژن ۲۰۲۵
مسابقه آواز یوروویژن ۲۰۲۵ (به انگلیسی: Eurovision Song Contest 2025) شصت و نهمین دوره مسابقه آواز یوروویژن است و پس از پیروزی سوئیس در مسابقه ۲۰۲۴ با آهنگ «د کد» از نیمو این رقابتها در بازل، سوئیس برگزار شد. این مسابقه که توسط اتحادیه پخش برنامه‌های اروپایی (EBU) و پخش کننده میزبان تلویزیون سوئیس برگزار شد، در ورزشگاه سنت یاکوبشال برگزار می‌شود و شامل دو نیمه نهایی در ۱۳ و ۱۵ می و یک فینال در ۱۷ می ۲۰۲۴ خواهد بود. این سه نمایش زنده توسط هیزل بروگر، ساندرا استودر و میشل هانزیکر ارائه می‌شود.
پخش‌کنندگانی از سی و هفت کشور در این مسابقه شرکت کردند، که برابر با همان تعداد دو دوره قبلی است. مونته‌نگرو پس از دو سال غیبت بازمی‌گردد، در حالی که مولداوی که در ابتدا قصد شرکت داشت، بعداً به دلایل اقتصادی و کیفیت انتخاب ملی خود انصراف داد، مسابقه یوروویژن ۲۰۲۵ تحت تأثیر اختلاف‌نظرها در مورد شرکت اسرائیل در رقابت قرار گرفت.
در پایان جی‌جی نماینده اتریش در رقابت‌های یوروویژن با قطعه پاپ-اپرا «عشق هدررفته» به مقام اول دست یافت و تاج این رقابت‌ها را بر سر گذاشت.

## مسابقه و شرکت‌کنندگان

### نیمه نهایی ۱
اولین نیمه نهایی در ۱۳ مه ۲۰۲۵ در ۲۱:۰۰ سی‌ای‌اس‌تی برگزار شد. پانزده کشور در اولین نیمه نهایی شرکت کردند؛ کشورهای برجسته به فینال راه یافتند.
| R/O | کشور       | هنرمند             | آهنگ                            | امتیاز | رتبه |
| --- | ---------- | ------------------ | ------------------------------- | ------ | ---- |
| ۱   | ایسلند     | وایب               | "Róa"                           | ۹۷     | ۶    |
| ۲   | لهستان     | جاستینا استچکووسکا | "Gaja"                          | ۸۵     | ۷    |
| ۳   | اسلوونی    | کلمن               | "How Much Time Do We Have Left" | ۲۳     | ۱۳   |
| ۴   | استونی     | تامی کش            | "Espresso Macchiato"            | ۱۱۳    | ۵    |
| ۵   | اوکراین    | زیفربلات           | "Bird of Pray"                  | ۱۳۷    | ۱    |
| ۶   | سوئد       | کاج                | "Bara bada bastu"               | ۱۱۸    | ۴    |
| ۷   | پرتغال     | ناپا               | "Deslocado"                     | ۵۶     | ۹    |
| ۸   | نروژ       | کایل الساندرو      | "Lighter"                       | ۸۲     | ۸    |
| ۹   | بلژیک      | رد سباستین         | "Strobe Lights"                 | ۲۳     | ۱۴   |
| ۱۰  | آذربایجان  | ماماگاما           | "Run with U"                    | ۷      | ۱۵   |
| ۱۱  | سان مارینو | گابری پونته        | "Tutta l'Italia"                | ۴۶     | ۱۰   |
| ۱۲  | آلبانی     | اشکودرا الکترونیکه | "Zjerm"                         | ۱۲۲    | ۲    |
| ۱۳  | هلند       | کلود               | "C'est la vie"                  | ۱۲۱    | ۳    |
| ۱۴  | کرواسی     | مارکو بوسنیاک      | "Poison Cake"                   | ۲۸     | ۱۲   |
| ۱۵  | قبرس       | تئو ایوان          | "Shh"                           | ۴۴     | ۱۱   |

### نیمه نهایی ۲
نیمه نهایی دوم در ۱۵ می ۲۰۲۵ در ۲۱:۰۰ سی‌ای‌اس‌تی برگزار شد. شانزده کشور در نیمه نهایی دوم شرکت کردند. کشورهای برجسته به فینال راه یافتند.
| R/O | Country    | Artist           | Song                     | Points | Place |
| --- | ---------- | ---------------- | ------------------------ | ------ | ----- |
| ۱   | استرالیا   | گو-جو            | "Milkshake Man"          | ۴۱     | ۱۱    |
| ۲   | مونته‌نگرو  | نینا زیزیچ       | "Dobrodošli"             | ۱۲     | ۱۶    |
| ۳   | ایرلند     | امی              | "Laika Party"            | ۲۸     | ۱۳    |
| ۴   | لتونی      | تاوتومیتاس       | "Bur man laimi"          | ۱۳۰    | ۲     |
| ۵   | ارمنستان   | پاراگ            | "Survivor"               | ۵۱     | ۱۰    |
| ۶   | اتریش      | جی‌جی             | "عشق هدررفته"            | ۱۰۴    | ۵     |
| ۷   | یونان      | کلاودیا          | "Asteromata"             | ۱۱۲    | ۴     |
| ۸   | لیتوانی    | کاتارسیس         | "Tavo akys"              | ۱۰۳    | ۶     |
| ۹   | مالت       | میریانا کونته    | "Serving"                | ۵۳     | ۹     |
| ۱۰  | گرجستان    | ماریام شنگلیا    | "Freedom"                | ۲۸     | ۱۵    |
| ۱۱  | دانمارک    | سیسال            | "Hallucination"          | ۶۱     | ۸     |
| ۱۲  | Czechia    | ایدونکس          | "Kiss Kiss Goodbye"      | ۳۲     | ۱۲    |
| ۱۳  | لوکزامبورگ | لورا تورن        | "La poupée monte le son" | ۶۲     | ۷     |
| ۱۴  | اسرائیل    | یووال رافائل     | "New Day Will Rise"      | ۲۰۳    | ۱     |
| ۱۵  | صربستان    | پرینتس اد ورانیه | "Mila"                   | ۲۸     | ۱۴    |
| ۱۶  | فنلاند     | اریکا ویکمان     | "Ich komme"              | ۱۱۵    | ۳     |

### فینال
فینال در ۱۷ مه ۲۰۲۵ در ساعت ۲۱:۰۰ سی‌ای‌اس‌تی انجام شد. «بقیه جهان» به‌عنوان کشورهای غیرشرکت‌کننده تحت جمع‌آوری رأی آنلاین واجد شرایط رای دادن بودند.
| R/O | Country    | Artist             | Song                           | Points | Place |
| --- | ---------- | ------------------ | ------------------------------ | ------ | ----- |
| ۱   | نروژ       | کایل الساندرو      | "Lighter"                      | ۸۹     | ۱۸    |
| ۲   | لوکزامبورگ | لورا تورن          | "La poupée monte le son"       | ۴۷     | ۲۲    |
| ۳   | استونی     | تامی کش            | "Espresso Macchiato"           | ۳۵۶    | ۳     |
| ۴   | اسرائیل    | یووال رافائل       | "New Day Will Rise"            | ۳۵۷    | ۲     |
| ۵   | لیتوانی    | کاتارسیس           | "Tavo akys"                    | ۹۶     | ۱۶    |
| ۶   | اسپانیا    | ملودی              | "Esa diva"                     | ۳۷     | ۲۴    |
| ۷   | اوکراین    | زیفربلات           | "Bird of Pray"                 | ۲۱۸    | ۹     |
| ۸   | بریتانیا   | ریممبر ماندی       | "What the Hell Just Happened?" | ۸۸     | ۱۹    |
| ۹   | اتریش      | جی‌جی               | "عشق هدررفته"                  | ۴۳۶    | ۱     |
| ۱۰  | ایسلند     | وایب               | "Róa"                          | ۳۳     | ۲۵    |
| ۱۱  | لتونی      | تاوتومیتاس         | "Bur man laimi"                | ۱۵۸    | ۱۳    |
| ۱۲  | هلند       | کلود               | "C'est la vie"                 | ۱۷۵    | ۱۲    |
| ۱۳  | فنلاند     | اریکا ویکمان       | "Ich komme"                    | ۱۹۶    | ۱۱    |
| ۱۴  | ایتالیا    | لوچو کرسی          | "Volevo essere un duro"        | ۲۵۶    | ۵     |
| ۱۵  | لهستان     | جاستینا استچکووسکا | "Gaja"                         | ۱۵۶    | ۱۴    |
| ۱۶  | آلمان      | ابور و تینا        | "Baller"                       | ۱۵۱    | ۱۵    |
| ۱۷  | یونان      | کلاودیا            | "Asteromata"                   | ۲۳۱    | ۶     |
| ۱۸  | ارمنستان   | پارگ               | "Survivor"                     | ۷۲     | ۲۰    |
| ۱۹  | سوئیس      | زویی مه            | "Voyage"                       | ۲۱۴    | ۱۰    |
| ۲۰  | مالت       | میریانا کونته      | "Serving"                      | ۹۱     | ۱۷    |
| ۲۱  | پرتغال     | ناپا               | "Deslocado"                    | ۵۰     | ۲۱    |
| ۲۲  | دانمارک    | سیسال              | "Hallucination"                | ۴۷     | ۲۳    |
| ۲۳  | سوئد       | کاج                | "Bara bada bastu"              | ۳۲۱    | ۴     |
| ۲۴  | فرانسه     | لوان               | "Maman"                        | ۲۳۰    | ۷     |
| ۲۵  | سان مارینو | گابری پونته        | "Tutta l'Italia"               | ۲۷     | ۲۶    |
| ۲۶  | آلبانی     | اشکودرا الکترونیکه | "Zjerm"                        | ۲۱۸    | ۸     |

#### اعلام کنندگان رای کشورها
سخنگوها امتیاز ۱۲ (بالاترین امتیاز) را از هیئت داوران ملی کشور خود به ترتیب زیر اعلام کردند.
1. Sweden – Keyyo
2. Azerbaijan – صفورا
3. Malta – Ingrid Sammut
4. Netherlands – شانتال جانزن
5. Slovenia – Lorella Flego
6. Armenia – لوسینه توماسیان
7. Luxembourg – Fabienne Zwally
8. San Marino – سنهیت
9. Ukraine – جری هیل
10. Norway – تام هوگو
11. Austria – Philipp Hansa
12. France – Émilie Mazoyer [fr]
13. Italy – Topo Gigio
14. Portugal – یولاندا
15. Denmark – Sara Bro [da]
16. Croatia – دوریس پینچیچ روگوزنیتسا
17. Latvia – دونس
18. Ireland – نیکی برن
19. Poland – Aleksandra Budka
20. Montenegro – Marko Vukčević
21. Greece – Jenny Theona [el]
22. Serbia – Dragana Kosjerina
23. Czechia – Radka Rosická [cs]
24. United Kingdom – سوفی الیس-بکستور[ب]
25. Spain – شنل
26. Finland – Jasmin Beloued [fi]
27. Australia – سلیا کاپسیس
28. Germany – میشائیل شولته
29. Belgium – Manu Van Acker [nl]
30. Israel – ادن گولان
31. Albania – Andri Xhahu
32. Lithuania – سیلوستر بلت
33. Iceland – هرا بجورک
34. Georgia – ناتسا بوزالادزه
35. Cyprus – Loukas Hamatsos
36. Estonia – Kristjan Jakobson
37. Switzerland – Mélanie Freymond [fr] و Sven Epiney